# Gerhard Gentzen
Gerhard Karl Erich Gentzen (Greifswald, 24 november 1909 - Praag, 4 augustus 1945) was een Duits wiskundige en logicus.
In 1928 behaalde hij zijn diploma aan het gymnasium van Stralsund. Van 1929 tot 1933 was hij aan de Universiteit van Göttingen een van de studenten van Hermann Weyl. Gentzens belangrijkste werk was op het gebied van de grondslagen van de wiskunde, in de bewijstheorie, in het bijzonder de natuurlijke deductie en de sequentiële calculus. Zijn snede-eliminatiestelling is de hoeksteen van de bewijstheoretische semantiek, en enkele filosofische opmerkingen in zijn "Onderzoek naar logische gevolgtrekkingen" vormen, samen met Ludwig Wittgensteins aforisme dat "betekenis gebruik is", het uitgangspunt voor de inferentiële rolsemantiek. Gentzen bewees in 1936 de consistentie van de axioma's van Peano.
Gentzen was lid van de NSDAP en de SA. Tussen 1934 en 1943 was hij assistent van David Hilbert in Göttingen. Sinds 1943 was hij hoogleraar aan de universiteit van Praag. Na de oorlog stierf hij de hongerdood in Praag, nadat hij op 7 mei 1945, net als alle andere Duitsers in Praag was gearresteerd.

## Publicaties
- (de) Gentzen, Gerhard (1932). Über die Existenz unabhängiger Axiomensysteme zu unendlichen Satzsystemen. Mathematische Annalen 107 (2): 329–350. DOI: 10.1007/bf01448897.
- (de) Gentzen, Gerhard (1935a). Untersuchungen über das logische Schließen. I. Mathematische Zeitschrift 39 (2): 176–210. DOI: 10.1007/bf01201353.  Gearchiveerd van origineel op 24 december 2015.

(en) Gentzen, Gerhard (1964). Investigations into logical deduction. American Philosophical Quarterly 1: 249–287. 
- (de) Gentzen, Gerhard (1935b). Untersuchungen über das logische Schließen. II. Mathematische Zeitschrift 39 (3): 405–431. DOI: 10.1007/bf01201363.  Gearchiveerd van origineel op 9 juli 2012.

(en) Gentzen, Gerhard (1965). Investigations into logical deduction. American Philosophical Quarterly 2: 204–218. 
- (de) Gentzen, Gerhard (1936a). Die Widerspruchsfreiheit der Stufenlogik. Mathematische Zeitschrift 41: 357–366. DOI: 10.1007/BF01180425.
- (de) Gentzen, Gerhard (1936b). Die Widerspruchsfreiheit der reinen Zahlentheorie. Mathematische Annalen 112: 493–565. DOI: 10.1007/BF01565428.
- (de) Gentzen, Gerhard (1936–1937). Der Unendlichkeitsbegriff in der Mathematik. Vortrag, gehalten in Münster am 27. Juni 1936 am Institut von Heinrich Scholz. Semester-Berichte Münster: 65–80.
- (de) Gentzen, Gerhard (1937). Unendlichkeitsbegriff und Widerspruchsfreiheit der Mathematik. Actualités scientifiques et industrielles 535: 201–205.
- (de) Gentzen, Gerhard (1938). Die gegenwärtige Lage in der mathematischen Grundlagenforschung. Deutsche Mathematik 3: 255–268. [5]
- (de) Gentzen, Gerhard (1938). Neue Fassung des Widerspruchsfreiheitsbeweises für die reine Zahlentheorie. Forschungen zur Logik und zur Grundlegung der Exakten Wissenschaften 4: 19–44. [5]
- (de) Gentzen, Gerhard (1943). Beweisbarkeit und Unbeweisbarkeit von Anfangsfällen der transfiniten Induktion in der reinen Zahlentheorie. Mathematische Annalen 119: 140–161. DOI: 10.1007/BF01564760.

### Posthuum
- (de) Gentzen, Gerhard (1954). Zusammenfassung von mehreren vollständigen Induktionen zu einer einzigen. Archiv für mathematische Logik und Grundlagenforschung 2 (1): 81–93. DOI: 10.1007/BF01969420.
- (en) Gentzen, Gerhard (1969). Collected Papers of Gerhard Gentzen, Hardcover. North-Holland. ISBN 0-7204-2254-X. - (Engelse vertaling).
- (de) Gentzen, Gerhard (1974). Bernays, Paul (red.). Der erste Widerspruchsfreiheitsbeweis für die klassische Zahlentheorie. Archiv für mathematische Logik und Grundlagenforschung 16 (3–4): 97–118. DOI: 10.1007/BF02015370.
- (de) Gentzen, Gerhard (1974). Bernays, Paul (red.). Über das Verhältnis zwischen intuitionistischer und klassischer Arithmetik. Archiv für mathematische Logik und Grundlagenforschung 16 (3–4): 119–132. DOI: 10.1007/BF02015371.
- (en) Gentzen, Gerhard (2008). Von Plato, Jan (red.). The normalization of derivations. The Bulletin of Symbolic Logic 14: 245–257.

## Voetnoten
1. ↑  https://www.matfyz.cz/clanky/putovani-po-hrobech-slavnych-matematiku-fyziku-astronomu-xix-dablicky-hrbitov.
2. 1 2 3 4 5  Nationaal Normbestand van Tsjechië; geraadpleegd op: 7 november 2022; NKC-identificatiecode: jn20021213006.
3. ↑  (cs) Folta, Jaroslav; Šišma, Pavel, Gerhard Karl Erich Gentzen. math.muni.cz.
4. ↑  Menzler-Trott 2001, p. 273 ff.
5. 1 2  Rosser 1939.